# Isaiah Reese
Isaiah Reese (Miami, Florida, 13 de diciembre de 1996) es un baloncestista estadounidense que pertenece a la plantilla del Promitheas Patras B.C. de la A1 Ethniki griega. Con 1,96 metros de estatura, juega en la posición de alero.

## Trayectoria deportiva

### Universidad
Jugó tres temporadas con los Golden Griffins del Canisius College, en las que promedió 11,9 puntos, 5,0 rebotes, 3,9 asistencias y 1,7 robos de balón por partido. En 2018 fue incluido en el mejor quinteto de la Metro Atlantic Athletic Conference. Al término de su temporada júnior se declaró elegible para el Draft de la NBA, renunciando a su último año de universidad.

### Profesional
Tras no ser elegido en el draft de la NBA de 2019, disputó las Ligas de Verano de la NBA con los Houston Rockets. El 26 de octubre, fue elegido en el Draft de la NBA G League de 2019, en la sexta posición por los Austin Spurs, quienes automáticamente lo traspasaron a los Santa Cruz Warriors. En su primera temporada en el equipo promedió 7,1 puntos y 2,7 asistencias por partido.
El 14 de julio de 2021, firma por los London Lions de la British Basketball League.
En la temporada 2022-23, se compromete con el BK Samara de la VTB United League.
El 27 de diciembre de 2022, firma por el Parma Basket Perm de la VTB United League.
El 23 de julio de 2024 fichó por el Merkezefendi Belediyesi turco, pero fue cortado tras disputar solo dos partidos. El 30 de noviembre fichó por el Promitheas Patras B.C. de la A1 Ethniki griega.